# KURO (テレビ)
KURO（クロ）は、パイオニア（ホームAV機器事業部。現・オンキヨーホームエンターテイメント）のデジタルハイビジョンプラズマテレビのブランドである。2007年秋に登場、2009年に製造・販売が終了した。

## 概要
これまでパイオニアのプラズマテレビは『PURE VISION』の名前で販売されていたが、この『KURO』の登場に伴い『PURE VISION』は廃止された。
その名の通り、黒色の発色を強調したプラズマパネルを搭載した。また、外観も「ピアノブラック」という光沢を放った物を採用している。価格が従来の「PURE VISION」や他社の製品と比べて高価だった事もあり売り上げが低迷した。しかし、2009年にパイオニアがプラズマテレビの製造販売から完全撤退が発表された事により、駆け込み需要で急激に売り上げを伸ばし、なかには商品が欠品する店舗が発生した為に生産終了時期を当初の3月末の予定が7月末まで延期されることとなった。
第2世代が発売された2008年には、パイオニアの経営悪化により、同事業におけるライバル関係でもあるパナソニックとの間でプラズマテレビにおける協業事業に乗り出す計画だった。しかしその後、パイオニアはシャープの下で経営再建に乗り出た事により、プラズマテレビからの撤退によってその計画自体も破談になった。現在販売されているVIERAの第10世代以降のモデルでは、第3世代のKUROに使われるはずだった技術も取り入れられている。
欧州では液晶テレビも発売された。こちらのパネルはAQUOSに使われている物と同一だった。こちらもプラズマテレビ事業の撤退により、最初で最後のモデルとなった。

## ラインナップ

### 第1世代(2007年発売)
PDP-428HX画面サイズは42V型で、画素数は1024×768のハーフHDである。希望小売価格は45万円。
PDP-508HX画面サイズは50V型で、画素数は1365×768のハーフHDである。希望小売価格は56万円。
PDP-5010HD画面サイズは50V型で、画素数は1920×1080のフルHDである。希望小売価格は72万円。
PDP-6010HD画面サイズは60V型で、画素数は1920×1080のフルHDである。希望小売価格は99万円。

### 第2世代(2008年発売)
KRP-500A画面サイズは50V型で、画素数は1920×1080のフルHDである。希望小売価格は67万円。
KRP-500M画面サイズは50V型で、画素数は1920×1080のフルHDである。希望小売価格はオープン。チューナーは付属しない。
KRP-600A画面サイズは60V型で、画素数は1920×1080のフルHDである。希望小売価格は94万円。
KRP-600M画面サイズは60V型で、画素数は1920×1080のフルHDである。希望小売価格はオープン。チューナーは付属しない。

## 機能比較
| 機種             | KRP-600A      | KRP-600M      | KRP-500A      | KRP-500M      | PDP-6010HD    | PDP-5010HD    | PDP-508HX     | PDP-428HX     | 参考 VIERA TH-50PZ750SK |
| ---------------- | ------------- | ------------- | ------------- | ------------- | ------------- | ------------- | ------------- | ------------- | ----------------------- |
| チューナー       | ○             | ×             | ○             | ×             | ○             | ○             | ○             | ○             | ○                       |
| 画素数           | 1920×1080     | 1920×1080     | 1920×1080     | 1920×1080     | 1920×1080     | 1920×1080     | 1365×768      | 1024×768      | 1920×1080               |
| 動画解像度       | 900本以上     | 900本以上     | 900本以上     | 900本以上     | 900本以上     | 900本以上     | 720本         | 720本         | 900本以上               |
| アンプ           | 36W(デジタル) | 36W(デジタル) | 18W(デジタル) | 18W(デジタル) | 34W(デジタル) | 34W(デジタル) | 34W(デジタル) | 34W(デジタル) | 36W                     |
| システム消費電力 | 533W          | 487W          | 436W          | 389W          | 538W          | 441W          | 368W          | 296W          | 598W                    |
| コントラスト     |               |               |               |               | 20000:1       | 20000:1       | 16000：1      | 16000：1      | 10000:1                 |